# IPad Air (terza generazione)

Logo di iPad Air 3

L'iPad Air di terza generazione, anche noto come iPad Air 3 o iPad Air 2019, fa parte della serie iPad di terza generazione prodotta dalla Apple.

## Specifiche tecniche
Presenta un display da 10,5 pollici a laminazione completa con True Tone display e gamma cromatica P3 a 60 Hz.
Dispone del chip A12 Bionic con Neural Engine di seconda generazione (lo stesso di iPhone XS, iPhone XS Max e iPhone XR), con 3 GB di memoria RAM.
Mantiene lo stesso spessore di 6,1 mm del precedente modello e la compatibilità con Apple Pencil di prima generazione, aggiungendo il supporto alla Smart Keyboard.
Presenta il sensore di impronte digitali Touch ID di seconda generazione e due fotocamere, quella posteriore da 8 megapixel e quella anteriore da 7.

## Accessori

### Penne digitali compatibili
- 2015: Apple Pencil (1ª generazione)[1]
- 2019: Logitech Crayon[2]